# Oceanapia kirkpatricki
Oceanapia kirkpatricki är en svampdjursart som beskrevs av Jörn Hentschel 1914. Oceanapia kirkpatricki ingår i släktet Oceanapia och familjen Phloeodictyidae. Inga underarter finns listade i Catalogue of Life.